# Rally-VM 1985
Rally-VM 1985 kördes över 12 omgångar, med Timo Salonen som mästare.

## Delsegrare
| Rally               | Vinnare        | Märke   |
| ------------------- | -------------- | ------- |
| Monte Carlo-rallyt  | Ari Vatanen    | Peugeot |
| Svenska rallyt      | Ari Vatanen    | Peugeot |
| Portugisiska rallyt | Timo Salonen   | Peugeot |
| Safarirallyt        | Juha Kankkunen | Toyota  |
| Korsikanska rallyt  | Jean Ragnotti  | Renault |
| Akropolisrallyt     | Timo Salonen   | Peugeot |
| Nyzeeländska rallyt | Timo Salonen   | Peugeot |
| Argentinska rallyt  | Timo Salonen   | Peugeot |
| Finska rallyt       | Timo Salonen   | Peugeot |
| Sanremorallyt       | Walter Röhrl   | Audi    |
| Elfenbenskustrallyt | Juha Kankkunen | Toyota  |
| Brittiska rallyt    | Henri Toivonen | Lancia  |

## Slutställning
| Plats | Förare         | Märke   | Poäng |
| ----- | -------------- | ------- | ----- |
| 1     | Timo Salonen   | Peugeot | 127   |
| 2     | Stig Blomqvist | Audi    | 75    |
| 3     | Walter Röhrl   | Audi    | 59    |
| 4     | Ari Vatanen    | Peugeot | 55    |
| 5     | Juha Kankkunen | Toyota  | 48    |
| 6     | Henri Toivonen | Lancia  | 48    |